# Procalcitonina
La procalcitonina (PCT) è una proteina di 116 aminoacidi precursore dell'ormone calcitonina.
Scoperta negli anni '70, la PCT è un precursore della calcitonina, coinvolta nell'omeostasi del calcio; viene prodotta per proteolisi della pre-procalcitonina ad opera dell'enzima pro-ormone convertasi a livello delle cellule C della tiroide e delle cellule neuroendocrine dei polmoni e dell'intestino. In condizioni fisiologiche la procalcitonina viene separata in calcitonina, katacalcina ed altri peptidi quale l'aminoprocalcitonina.
Il livello di procalcitonina nel flusso sanguigno di individui sani rimane in genere sotto il limite di rilevabilità (10 pg/mL) dei test clinici, o comunque risulta minore di 0,05 ng/mL, in quanto il pro-ormone circolante ha un'emivita di 24 ore e viene rapidamente convertito in calcitonina.
La PCT si modifica in alcune condizioni cliniche: principalmente stati infettivi di origine batterica (aumenta dopo 3 ore dalla somministrazione di endotossina e ha un picco intorno alle 12 ore), in misura minore fungina e parassitaria, con manifestazioni sistemiche associate ma anche in alcuni quadri di infiammazione non necessariamente sostenuti da eventi infettivi, quali lo shock cardiogeno ed il trauma. In conseguenza all'insorgere di infezioni batteriche gravi e dei relativi quadri di risposta infiammatoria sistemica, la procalcitonina si trova in circolo in questa forma integra e la sua origine è extratiroidea (viene soprattutto prodotta da cellule parenchimali e dagli organi connessi col sistema immunitario), i valori ematici di procalcitonina possono in questo caso raggiungere concentrazioni anche superiori a 100 ng/mL.
Rilevare alti livelli di procalcitonina in soggetti con sospetta sepsi è un elemento importante per la diagnosi certa; in questi casi occorre immediatamente iniziare la terapia antisettica e antibiotica.
L'emivita sale a 30-45 ore in pazienti con disfunzioni renali gravi.

## Fisiopatologia nell'infiammazione
In caso di infezione batterica i monociti stimolati da citochine rilasciano PCT in quantità ridotte; questa sintesi dà il via alla sintesi della PCT negli altri tessuti di conversione, con un picco a 12-24 ore. Si possono generare concentrazioni estreme di PCT, con un aumento anche 100 000 volte superiore alle concentrazioni fisiologiche. Questa sintesi di PCT continua finché esiste lo stimolo.
La PCT viene sintetizzata solo durante le infezioni batteriche, e non in quelle virali: l'IL-1β (prodotta nel primo caso) stimola la sintesi della PCT, mentre l'IFN-γ, prodotto nel secondo, ne blocca la produzione. Dopo un insulto batterico, la IL-6 aumenta e diminuisce rapidamente, mentre i livelli di proteina C-reattiva aumentano molto più tardi e diminuiscono molto più lentamente dell'effettiva risoluzione dell'episodio; la PCT è invece soggetta a minore interferenza da cause concorrenti di infiammazione rispetto ad altri biomarcatori.
I livelli di PCT potrebbero non essere elevati in pazienti con infezione da patogeni come Chlamydophila pneumoniae e Mycoplasma pneumoniae o durante il decorso precoce delle infezioni, nelle infezioni localizzate e nell'endocardite subacuta.
Esistono situazioni e condizioni in cui la PCT può essere elevata per cause non infettive:
- Pazienti con trauma grave e/o interventi chirurgici recenti, ad esempio circolazione extracorporea o ustioni
- Pazienti in trattamento con Muromonab, Picibanil, interleuchina, TNF-α e altri farmaci che stimolano il rilascio di citochine pro-infiammatorie o che determinano anafilassi
- Pazienti a cui è stato diagnosticato un carcinoma midollare tiroideo attivo, un carcinoma polmonare a piccole cellule o un carcinoide bronchiale
- Pazienti con shock cardiogeno prolungato o grave, anomalie di perfusione degli organi gravi e prolungate o dopo una rianimazione da arresto cardiaco
- Pazienti con epatite virale acuta o cronica e, o cirrosi epatica grave scompensata e/o insufficienza epatica acuta
- Pazienti sottoposti a dialisi peritoneale o trattamento di emodialisi
- Pazienti con pancreatite biliare, polmonite chimica o ictus da calore
- Pazienti con infezioni fungine (ad esempio candidiasi, aspergillosi) o attacchi acuti di malaria da plasmodium falciparum
- Pazienti con malattia di Kawasaki, malattia di Still o paralisi di Bell
- Pazienti con avvelenamento da funghi
- Pazienti con preeclampsia
- Pazienti con intossicazione da paracetamolo

## Utilizzo clinico
La PCT è una molecola altamente sensibile e specifica relativamente alle infezioni batteriche: fornisce informazioni sul rischio di infezione batterica di un paziente, nonché sulla gravità di tale infezione; la PCT non è indicata per l'uso come test diagnostico autonomo e i risultati delle analisi devono essere utilizzati in combinazione con segni e sintomi clinici di infezione e altre evidenze diagnostiche.
La valutazione dell'andamento della PCT nel tempo fornisce un'altra informazione chiave: i pazienti che non mostrano livelli di PCT in diminuzione durante il trattamento possono essere soggetti a fallimento terapeutico e a un aumento del rischio di mortalità; è stato dimostrato che quando i livelli di PCT diminuiscono meno dell'80% rispetto al valore basale entro quattro giorni sono associati a un aumento della mortalità complessiva a 28 giorni, specialmente quando la misurazione basale della PCT era > 2,0 µg/L.
Poiché i livelli di PCT nel sangue aumentano entro 3-6 ore dall'infezione batterica, i livelli riflettono la risposta dell'ospite e la gravità dell'infezione: controllata l'infezione, e quando il paziente risponde adeguatamente agli antibiotici, i livelli di PCT diminuiscono di circa il 50% ogni giorno.
Una meta-analisi ha dimostrato che la PCT sia utile per differenziare le infezioni batteriche dalle riacutizzazioni della malattia nei pazienti con malattie autoimmuni, oltretutto in maniera più efficace della PCR grazie a una migliore specificità per l'infezione batterica.
Due studi hanno confrontato gli effetti dei corticosteroidi sulla PCT e sull'induzione della proteina C-reattiva: la PCR è inibita dai corticosteroidi, mentre i livelli di PCT non vengono alterati dal trattamento a breve termine o a lungo termine con corticosteroidi.

### Diagnosi di batteriemia
Una meta analisi riporta una sensibilità del 76% ed una specificità del 70%.
I pazienti critici con PCT > 2,0 µg/L presentano un alto rischio di progressione verso sepsi o shock settico.

### Diagnosi e prognosi della sepsi
La misura della concentrazione ematica della procalcitonina può essere utilizzata come marcatore di infezione batterica e sepsi grave e correla bene col grado di severità della stessa.
Si osserva inoltre che la PCT, se paragonata ad altri marker come IL-2, IL-6, IL-8, Proteina C-Reattiva e TNF-α, rivela il più alto grado di sensibilità (85%) e specificità (91%) nella differenziazione dei pazienti con SIRS da quelli con sepsi di origine batterica.

### Monitoraggio della terapia antibiotica
Il monitoraggio in serie dei valori di PCT può ridurre la prescrizione non necessaria di antibiotici su pazienti affetti da infezioni delle basse vie respiratorie o pazienti affetti da infezioni sistemiche gravi (sepsi) ricoverati in terapia intensiva, ottimizzandone l'utilizzo.
I livelli di PCT devono essere valutati ogni 24-48 ore per determinare quando l'infezione si è risolta, in modo da poter sospendere gli antibiotici in modo sicuro. L'interruzione del trattamento antibiotico può essere presa in considerazione per i pazienti clinicamente stabili, quando il livello di PCT è sceso al di sotto dei rispettivi cut-off, o quando è diminuita almeno dell'80% rispetto al valore di picco.
La PCT può essere efficace nella guida della terapia antibiotica tramite l'utilizzo di algoritmi che in funzione di alcuni valori di riferimento incoraggiano o meno la somministrazione degli antibiotici o viceversa ne suggeriscono l'interruzione; nell'ambito delle infezioni delle basse vie respiratorie, per valori di riferimento <0.1 µg/L o <0.25 µg/L la somministrazione viene più o meno scoraggiata e per valori ≥0.5 µg/L o ≥0.25 µg/L viene incoraggiata.
È stato inoltre dimostrato che l'utilizzo di una strategia di interruzione della terapia antibiotica guidata da PCT non comporta alcun rischio per il paziente.
È importante notare che se il paziente risponde alla terapia, è possibile in genere osservare un dimezzamento giornaliero del valore di PCT fino ad un valore di soglia (o basale) al di sotto del quale (ed insieme alla valutazione clinica del paziente) l'interruzione della terapia antibiotica è consigliata.

## Implicazioni farmaco-economiche
L'uso della procalcitonina come guida alle strategie di somministrazione della terapia antibiotica può essere utile alla riduzione dei costi legati agli antibiotici grazie ad un approccio più razionale, ottimizzato ed orientato al paziente. 
Prendendo in considerazione i risultati ottenuti da diversi studi sulla riduzione della durata della terapia antibiotica potrebbe essere utile tenere in considerazione, anche se in prima battuta e considerando le opportune condizioni al contorno, l'impatto che l'uso della PCT potrebbe avere sui costi totali derivanti dall'abuso della terapia antibiotica.